# جون أندير
جون أندير (بالإسبانية: Jon Ander Pérez Ruiz de Garibay)‏ هو لاعب كرة قدم إسباني في مركز الهجوم، ولد في 16 يناير 1990 في فيتوريا-غاستيز في إسبانيا. لعب مع أوريرا فيتوريا وراسينغ سانتاندير ونادي أموريبايتا.

## وصلات خارجية
- جون أندير على موقع قاعدة بيانات كرة القدم.إي يو (الإنجليزية)
- جون أندير على موقع Soccerway.com (الإنجليزية)